# ATP Tour World Championships 1997
De ATP Tour World Championships 1997 werd voor de tweede keer in het Duitse Hannover gehouden. Het toernooi werd van 10 tot 16 november 1997 in de EXPO 2000 Tennis Dome op hardcourtbanen gespeeld. Het deelnemersveld bestond uit de beste acht spelers op de ATP Rankings.

## Enkelspel

### Deelnemers
De acht geplaatste spelers + vervanger:
| Rang | Speler             | Resultaat    |
| ---- | ------------------ | ------------ |
| 1.   | Pete Sampras       | winnaar      |
| 2.   | Michael Chang      | groepsfase   |
| 3.   | Patrick Rafter     | groepsfase   |
| 4.   | Jonas Björkman     | halve finale |
| 5.   | Greg Rusedski      | groepsfase   |
| 6.   | Carlos Moyá        | halve finale |
| 7.   | Jevgeni Kafelnikov | finale       |
| 8.   | Sergi Bruguera     | groepsfase   |
| 9.   | Thomas Muster      | groepsfase   |
| 10.  | Tim Henman         | groepsfase   |

### Groepsfase
De eindstand in de groepsfase wordt bepaald door achtereenvolgend te kijken naar eerst het aantal overwinningen in combinatie met het aantal wedstrijden. Mochten er dan twee spelers gelijk staan wordt er naar het onderling resultaat gekeken. Mocht het aantal overwinningen en wedstrijden bij drie of vier spelers gelijk wordt er gekeken naar het percentage gewonnen sets en eventueel gewonnen games. Als er dan nog steeds geen ranglijst opgemaakt kan worden dan beslist de wedstrijdcommissie.

#### Rode Groep
|                |                | Uitslag          |
| -------------- | -------------- | ---------------- |
| Pete Sampras   | Patrick Rafter | 6–4, 6–1         |
| Thomas Muster  | Carlos Moyá    | 2–6, 3–6         |
| Pete Sampras   | Greg Rusedski  | 6–4, 7–5         |
| Patrick Rafter | Carlos Moyá    | 6–4, 6–2         |
| Pete Sampras   | Carlos Moyá    | 3–6, 7–6(4), 2–6 |
| Patrick Rafter | Greg Rusedski  | 4–6, 6–3, 6–4    |

| Nr. | Speler         | Wedstrijd W - V | Sets W - V | Games W - V |
| --- | -------------- | --------------- | ---------- | ----------- |
| 1   | Pete Sampras   | 2-1             | 5-2        | 37-22       |
| 2   | Carlos Moyá    | 2-1             | 4-3        | 36-29       |
| 3   | Patrick Rafter | 2-1             | 4-3        | 33-31       |
| 4   | Greg Rusedski  | 0-2             | 1-4        | 22-29       |
| 5   | Thomas Muster  | 0-1             | 0-2        | 5-12        |

#### Witte Groep
|                    |                    | Uitslag     |
| ------------------ | ------------------ | ----------- |
| Michael Chang      | Jonas Björkman     | 4–6, 5–7    |
| Jevgeni Kafelnikov | Tim Henman         | 4–6, 4–6    |
| Michael Chang      | Jevgeni Kafelnikov | 3–6, 0–6    |
| Jonas Björkman     | Sergi Bruguera     | 6–3, 6–1    |
| Michael Chang      | Sergi Bruguera     | 7–6(8), 6–2 |
| Jonas Björkman     | Jevgeni Kafelnikov | 3–6, 6–7(6) |

| Nr. | Speler             | Wedstrijd W - V | Sets W - V | Games W - V |
| --- | ------------------ | --------------- | ---------- | ----------- |
| 1   | Jevgeni Kafelnikov | 2-1             | 4-2        | 33-27       |
| 2   | Jonas Björkman     | 2-1             | 4-2        | 34-26       |
| 3   | Michael Chang      | 1-2             | 2-4        | 25-33       |
| 4   | Tim Henman         | 1-0             | 2-0        | 12-8        |
| 5   | Sergi Bruguera     | 0-2             | 0-4        | 12-25       |

- Thomas Muster verving de geblesseerd afgehaakte Greg Rusedski na de 2e singlepartij.
- Tim Henman verving de geblesseerd afgehaakte Sergi Bruguera na de 2e singlepartij.

### Eindfase
|  | Halve finale | Halve finale   | Halve finale       | Halve finale | Halve finale |   |                    | Finale | Finale | Finale | Finale | Finale | Finale | Finale |
|  |              |                |                    |              |              |   |                    |        |        |        |        |        |        |        |
|  | 1            | Pete Sampras   | 6                  | 6            |              |   |                    |        |        |        |        |        |        |        |
|  | 4            | Jonas Björkman | 3                  | 4            |              |   |                    |        |        |        |        |        |        |        |
|  | 4            | Jonas Björkman | 3                  | 4            |              | 1 | Pete Sampras       | 6      | 6      | 6      |        |        |        |        |
|  |              |                |                    |              |              | 1 | Pete Sampras       | 6      | 6      | 6      |        |        |        |        |
|  |              | 6              | Jevgeni Kafelnikov | 3            | 2            | 2 |                    |        |        |        |        |        |        |        |
|  | 6            | 6              | Jevgeni Kafelnikov | 3            | 2            | 2 | Jevgeni Kafelnikov | 7      | 7      |        |        |        |        |        |
|  | 6            |                |                    |              |              |   | Jevgeni Kafelnikov | 7      | 7      |        |        |        |        |        |
|  | 7            | Carlos Moyá    | 62                 | 63           |              |   |                    |        |        |        |        |        |        |        |

## Dubbelspel
Het ATP Tour World Championships 1997 dubbelspeltoernooi vond plaats in het Amerikaanse Hartford. Het toernooi werd van 17 tot 23 november 1997 in het Hartford Civic Center op tapijtbanen gespeeld. Het deelnemersveld bestond uit de beste acht dubbelspelteams op de ATP Rankings.
De acht geplaatste dubbels :

### Deelnemers
| Rang | Spelers                           | Resultaat    |
| ---- | --------------------------------- | ------------ |
| 1.   | Todd Woodbridge Mark Woodforde    | groepsfase   |
| 2.   | Jacco Eltingh Paul Haarhuis       | halve finale |
| 3.   | Ellis Ferreira Patrick Galbraith  | groepsfase   |
| 4.   | Rick Leach Jonathan Stark         | winnaars     |
| 5.   | Mahesh Bhupathi Leander Paes      | finale       |
| 6.   | Sébastien Lareau Alex O'Brien     | halve finale |
| 7.   | Mark Knowles Daniel Nestor        | groepsfase   |
| 8.   | Donald Johnson Francisco Montana  | groepsfase   |
| 9.   | Trevor Kronemann David Macpherson | groepsfase   |

### Groepsfase
De eindstand in de groepsfase wordt bepaald door achtereenvolgens te kijken naar eerst het aantal overwinningen in combinatie met het aantal wedstrijden. Mochten er dan twee koppels gelijk staan wordt er naar het onderling resultaat gekeken. Mocht het aantal overwinningen en wedstrijden bij drie of vier koppels gelijk wordt er gekeken naar het percentage gewonnen sets en eventueel gewonnen games. Als er dan nog steeds geen ranglijst opgemaakt kan worden dan beslist de wedstrijdcommissie.

#### Groene Groep
|                                |                                  | Uitslag             |
| ------------------------------ | -------------------------------- | ------------------- |
| Todd Woodbridge Mark Woodforde | Rick Leach Jonathan Stark        | 6–3, 6–7(4), 7–6(5) |
| Sébastien Lareau Alex O'Brien  | Donald Johnson Francisco Montana | 6–3, 3–6, 6–3       |
| Todd Woodbridge Mark Woodforde | Sébastien Lareau Alex O'Brien    | 6–7(4), 5–7         |
| Rick Leach Jonathan Stark      | Donald Johnson Francisco Montana | 6–3, 6–4            |
| Todd Woodbridge Mark Woodforde | Donald Johnson Francisco Montana | 6–4, 6–1            |
| Rick Leach Jonathan Stark      | Sébastien Lareau Alex O'Brien    | 6–4, 3–6, 6–3       |

| Nr. | Speler                           | Wedstrijd W - V | Sets W - V | Games W - V |
| --- | -------------------------------- | --------------- | ---------- | ----------- |
| 1   | Rick Leach Jonathan Stark        | 2-1             | 5-3        | 43-39       |
| 2   | Sébastien Lareau Alex O'Brien    | 2-1             | 5-3        | 42-38       |
| 3   | Todd Woodbridge Mark Woodforde   | 2-1             | 4-3        | 42-35       |
| 4   | Donald Johnson Francisco Montana | 0-3             | 1-6        | 24-39       |

#### Gele Groep
|                                  |                                   | Uitslag             |
| -------------------------------- | --------------------------------- | ------------------- |
| Jacco Eltingh Paul Haarhuis      | Ellis Ferreira Patrick Galbraith  | 7–6(1), 6–7(5), 6–2 |
| Mahesh Bhupathi Leander Paes     | Trevor Kronemann David Macpherson | 6–4, 7–6(5)         |
| Jacco Eltingh Paul Haarhuis      | Mahesh Bhupathi Leander Paes      | 6–3, 6–2            |
| Ellis Ferreira Patrick Galbraith | Mark Knowles Daniel Nestor        | 6–2, 6–7(6), 7–5    |
| Jacco Eltingh Paul Haarhuis      | Mark Knowles Daniel Nestor        | 6–4, 7–6(4)         |
| Ellis Ferreira Patrick Galbraith | Mahesh Bhupathi Leander Paes      | 5–7, 4–6            |

| Nr. | Speler                            | Wedstrijd W - V | Sets W - V | Games W - V |
| --- | --------------------------------- | --------------- | ---------- | ----------- |
| 1   | Jacco Eltingh Paul Haarhuis       | 3-0             | 6-1        | 44-30       |
| 2   | Mahesh Bhupathi Leander Paes      | 2-1             | 4-2        | 31-31       |
| 3   | Ellis Ferreira Patrick Galbraith  | 1-2             | 3-5        | 43-46       |
| 4   | Mark Knowles Daniel Nestor        | 0-2             | 1-4        | 24-32       |
| 5   | Trevor Kronemann David Macpherson | 0-1             | 0-2        | 10-13       |

### Eindfase
|  | Halve finale | Halve finale                  | Halve finale              | Halve finale | Halve finale |   |                              | Finale | Finale | Finale | Finale | Finale | Finale | Finale |
|  |              |                               |                           |              |              |   |                              |        |        |        |        |        |        |        |
|  | 5            | Mahesh Bhupathi Leander Paes  | 6                         | 6            |              |   |                              |        |        |        |        |        |        |        |
|  | 6            | Sébastien Lareau Alex O'Brien | 4                         | 4            |              |   |                              |        |        |        |        |        |        |        |
|  | 6            | Sébastien Lareau Alex O'Brien | 4                         | 4            |              | 5 | Mahesh Bhupathi Leander Paes | 3      | 4      | 63     |        |        |        |        |
|  |              |                               |                           |              |              | 5 | Mahesh Bhupathi Leander Paes | 3      | 4      | 63     |        |        |        |        |
|  |              | 4                             | Rick Leach Jonathan Stark | 6            | 6            | 7 |                              |        |        |        |        |        |        |        |
|  | 4            | 4                             | Rick Leach Jonathan Stark | 6            | 6            | 7 | Rick Leach Jonathan Stark    | 6      | 6      |        |        |        |        |        |
|  | 4            |                               |                           |              |              |   | Rick Leach Jonathan Stark    | 6      | 6      |        |        |        |        |        |
|  | 2            | Jacco Eltingh Paul Haarhuis   | 3                         | 4            |              |   |                              |        |        |        |        |        |        |        |